# قلعه کلاوه
بقایای قلعه کلاوه مربوط به سده‌های میانه دوران‌های تاریخی پس از اسلام است و در شهرستان سرپل ذهاب، بخش مرکزی، دهستان قلعه شاهین، ۱ کیلومتری شرق روستای کلاوه واقع شده و این اثر در تاریخ ۲۷ اسفند ۱۳۸۷ با شمارهٔ ثبت ۲۶۴۴۸ به‌عنوان یکی از آثار ملی ایران به ثبت رسیده‌است.